# Svečani zastori Hrvatskoga narodnog kazališta u Zagrebu
U Hrvatskome narodnom kazalištu u Zagrebu svečanim prigodama postavljaju se posebni svečani zastori. Ima ih osam: jedan željezni i sedam oslikanih.

## Djed, unuk i vila
Najstariji svečani zastor. Jedini je sačuvani predmet iz scenske opreme kazališta na Gornjem gradu (poznatog pod nazivom Stankovićevo kazalište). U obliku lepeze je. Postavljen je oko 1850.  Reprodukcija je slike Djed i unuk Vjekoslava Karasa.

## Preporod hrvatske književnosti i umjetnosti
Intendant Stjepan Miletić naručio je taj zastor za otvorenje zgrade Hrvatskoga narodnog kazališta 1895. Izradio ga je Vlaho Bukovac. Radni naslov zastora bio je Slavlje narodne lirike i dramatike, stvarni naziv Preporod hrvatske književnosti i umjetnosti, a poznat je pod imenom Hrvatski preporod. Slika prikazuje predvorje antičkoga hrama u kojem sjedi dubrovački pjesnik Ivan Gundulić okružen vilama, a u poklonstvo mu dolazi 19 osoba, većinom, preporoditelja: Ljudevit Gaj, Antun Mihanović, Janko Drašković, Dimitrije Demeter, Antun Mažuranić, Mirko Bogović, Stanko Vraz, Sidonija Erdödy Rubido, Ivan Kukuljević, Pavao Štoos, Petar Preradović, Antun Nemčić, Vatroslav Lisinski, Ferdo Livadić, Ljudevit Vukotinović, Dragutin Rakovac te troje kazališnih umjetnika Josip Freudenreich, Adam Mandrović i Marija Ružička-Strozzi. U pozadini, kroz rešetku antičke građevine, vide se obrisi Dubrovnika i Zagreba. Godine 1999. zastor je, nakon stogodišnje uporabe, zamijenjen kopijom koju su izradili slikari Ivica Šiško i Eugen Kokot.

## Željezni zastor
Željezni je zator nastao prema zamisli hrvatskih slikara Kamila Tompe i Frane Šimunovića, izradio ga je slikar Vladimir Pintarić. Nastao je 1969. Postavljen je iznad portala.

## Titov naprijed
Zastor Titov naprijed nastao je 1969. Prema istoimenoj poemi Vladimira Nazora izradio ga je Frano Šimunović.

## A.D. 1573.
Svečani zastor A.D. 1573. nastao je na temu seljačke bune 1573. Krste Hegedušića. Postavljen je 1969.

## Četiri godišnja doba
Povodom 900. obljetnice grada Zagreba i Zagrebačke nadbiskupije 1994. darovan je Hrvatskom narodnom kazalištu svečani zastor Četiri godišnja doba Ivana Lackovića Croate, koji je izveo slikar Rudolf Labaš.

## Đavo u selu
Ivan Lovrenčić naslikao je zastor Đavo u selu 1997. u povodu šezdesete godišnjice izvođenja baleta Đavo u selu Frana Lhotke.

## Harmica
Svečani zastor Harmica rad je akademskog slikara Vasilija Jordana. Postavljen je 1999. Autor izvedbe zastora je Rudi Labaš. Harmica je staro ime današnjega Trga bana Josipa Jelačića.